# 937
| Calendário gregoriano                                                        | 937 CMXXXVII                                         |
| Ab urbe condita                                                              | 1690                                                 |
| Calendário arménio                                                           | 386 – 387                                            |
| Calendário bahá'í                                                            | -907 – -906                                          |
| Calendário budista                                                           | 1481                                                 |
| Calendário chinês                                                            | 3633 – 3634 Início a 15 de janeiro (aproximadamente) |
| Calendário copta                                                             | 653 – 654                                            |
| Calendário etíope                                                            | 929 – 930                                            |
| Calendários hindus - Vikram Samvat - Calendário nacional indiano - Cáli Iuga | 992 – 993 858 – 859 4037 – 4038                      |
| Calendário Holoceno                                                          | 10937                                                |
| Calendário islâmico                                                          | 325 – 326                                            |
| Calendário judaico                                                           | 4697 – 4698                                          |
| Calendário persa                                                             | 315 – 316                                            |
| Calendário rúnico                                                            | 1187                                                 |
| Calendário solar tailandês                                                   | 1480                                                 |

937 (CMXXXVII na numeração romana) foi um ano comum do século X do Calendário Juliano, da Era de Cristo, teve início a um domingo e terminou também a um domingo, e a sua letra dominical foi A (52 semanas).
No  território que viria a ser o reino de Portugal estava em vigor a Era de César que já contava 975 anos.
| Ano completo                    |
| ------------------------------- |
| Ano comum com início ao domingo |

## Eventos
- Etelstano de Inglaterra ganha a Batalha de Brunanburh.